# Rammbock
Pour plus de détails, voir Fiche technique et Distribution.
Rammbock, également connu sous le titre de Berlin Undead, est un film de zombies allemand réalisé par Marvin Kren, sorti en 2010.

## Synopsis
Michael, qui a récemment rompu avec Gabi, se rend chez elle à Berlin pour lui rendre ses clés et dans l'espoir de sauver leur relation. Il y trouve deux plombiers qui ne savent pas où elle est. Alors que Michael tente de contacter Gabi, un virus transforme les gens en cannibales assoiffés de sang, et l'un des plombiers attaque Michael. Alors que Berlin sombre dans l'anarchie, Michael et le deuxième plombier, Harper, se barricadent dans l'appartement de Gabi. La radio les informe que le virus peut être temporairement maîtrisé en restant calme ou en utilisant des sédatifs. Ils essaient d'entrer en contact avec les autres habitants de l'immeuble, Michael étant néanmoins toujours obsédé par l'idée de retrouver Gabi.

## Fiche technique
- Réalisation : Marvin Kren
- Scénario : Benjamin Hessler
- Photographie : Moritz Schultheiß
- Montage : Silke Olthoff
- Musique : Marco Dreckkötter, Stefan Will et Wolfgang Amadeus Mozart (le Requiem) pour la séquence finale
- Sociétés de production : ZDF, Das Kleine Fernsehspiel et Moneypenny Filmproduktion
- Pays d'origine :  Allemagne
- Langue : allemand
- Genre : Horreur
- Durée : 63 minutes
- Dates de sortie :
  - Allemagne : 9 septembre 2010

## Distribution
- Michael Fuith : Michael
- Theo Trebs : Harper
- Anka Graczyk : Gabi
- Emily Cox : Anita
- Andreas Schröders : Ulf
- Katelijne Philips-Lebon : Heike
- Steffen Münster : Klaus
- Brigitte Kren : Mme Bramkamp
- Sebastian Achilles : Kai

## Accueil critique
Le film recueille 88 % de critiques favorables, avec un score moyen de 7,2⁄10 et sur la base de 8 critiques collectées, sur le site Rotten Tomatoes.
Jim Vorel, du magazine Paste, le classe à la 27e place de sa liste des 50 meilleurs films de zombies, évoquant un film que sa durée, à peine plus d'une heure, rend dénué de toutes longueurs et qui « s'éloigne juste assez des conventions du genre pour être mémorable ».

## Distinctions
Il a remporté le prix du meilleur film au Festival international du film de Vienne 2010.